# Territoire de la capitale fédérale du Nigeria
Le Territoire de la capitale fédérale du Nigeria est la division administrative de premier niveau sur lequel est située la capitale fédérale du pays, Abuja. Le territoire a un statut similaire à celui d'un État mais avec quelques particularités telles l'absence de gouverneur et de capitale.

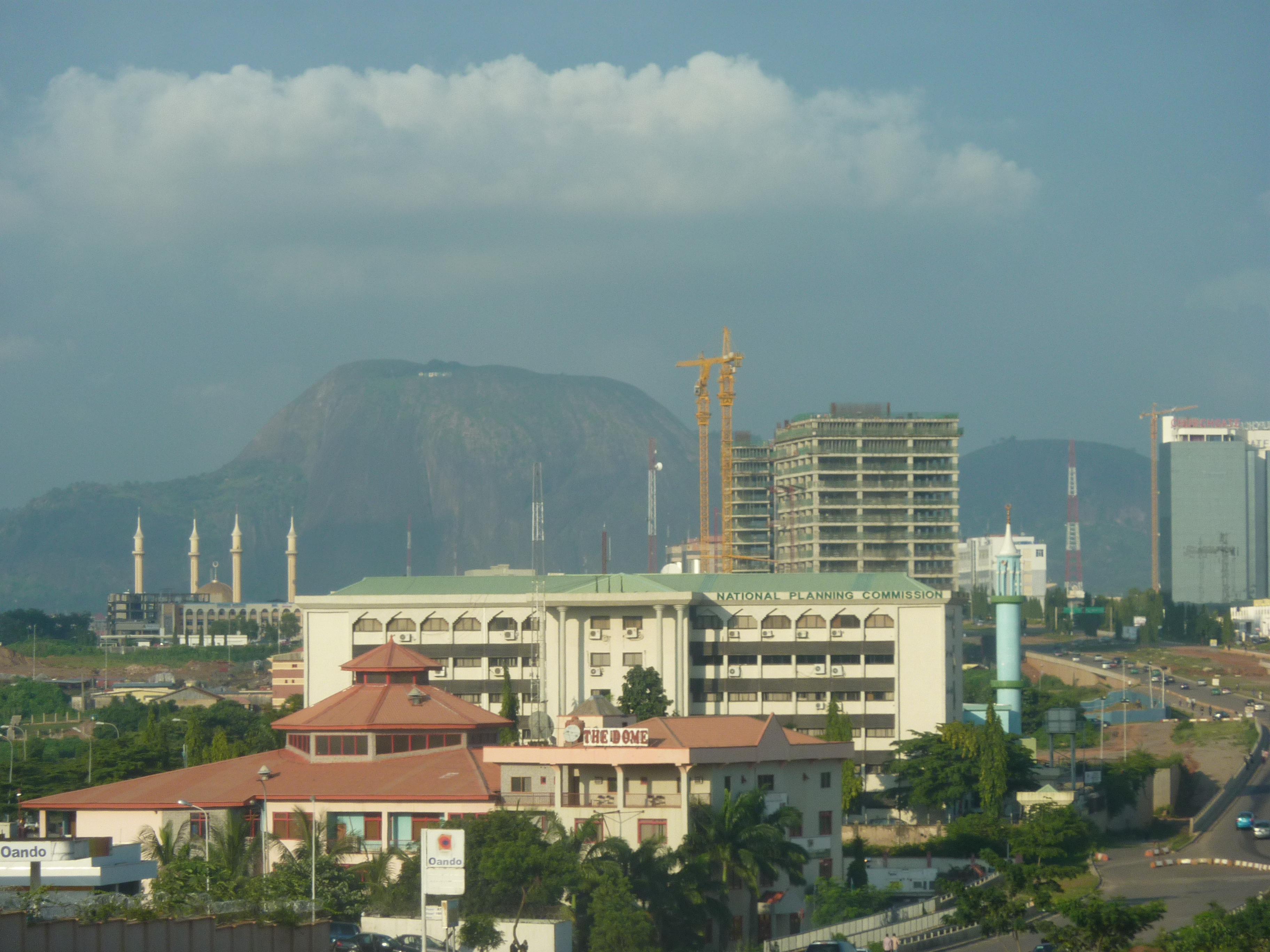
Vue d'Abuja, Territoire de la capitale fédérale

## Histoire
En 1975 Lagos, alors capitale du Nigéria, souffre de plusieurs problèmes : manque de représentativité de la diversité ethnique du pays, enclavement rendant difficile son expansion géographique, pollution, crise urbaine, manque de centralité géographique... Le 9 août le général Murtala Ramat Mohammed, alors chef de l'État, réunit une commission afin de transférer la capitale du pays vers un lieu plus propice. Moins de deux mois plus tard le gouvernement votait la création d'une ville nouvelle : Abuja ; et de lui associer un territoire deux fois plus grand que celui de l'État de Lagos. Malgré les promesses électorales de Shehu Shagari président du Nigeria de 1979 à 1983, ce n'est que le 12 décembre 1991, sous l'administration du président Ibrahim Babangida que la capitale du pays est officiellement transférée à Abuja.
Le territoire est formé à partir d'emprunts à trois États voisins :
- L'État de Niger qui contribue pour 77 % du territoire et 71 % de la population.
- L'État de Nassarawa qui contribue pour 16 % du territoire et 21 % de la population.
- L'État de Kogi qui contribue pour 5 % du territoire et 8 % de la population.

## Géographie
Le territoire est au centre du pays, il est bordé à l'ouest par l'État de Niger, au nord par l'État de Kaduna, à l'est par l'État de Nassarawa et au sud par l'État de Kogi. Sa population est d'environ un million quatre cent mille personnes en 2006.
Le climat est de type tropical, caractérisé par deux saisons : l'une sèche de novembre à mars, et une humide d'avril à octobre. Pendant la saison sèche la température varie de 30° au nord est, jusqu'à 37° au sud ouest.

## Divisions
Le territoire est divisé en 6 zones de gouvernement local :
- Abaji
- Abuja
- Bwari
- Gwagwalada
- Kuje
- Kwali